# رالف أوستين بارد
رالف أوستين بارد (بالإنجليزية: Ralph Austin Bard)‏ هو خبير مالي أمريكي، ولد في 29 يوليو 1884 في كليفلاند في الولايات المتحدة، وتوفي في 5 أبريل 1975 في ديرفيلد في الولايات المتحدة.